# 2003年8月
2003年8月的新闻事件：
请参看：
- 2003年美加大停电
- 中东和平路线图
- 欧盟扩大
- 北朝鲜核危机
- 恐怖主义
- 美军占领伊拉克
- 利比里亚
- 钓鱼岛
- 2003年侵华日军遗弃在华化学毒剂泄漏事件
- 2004年中华民国总统大选

## 8月28日
- 塔利班领导人穆罕默德·奥马尔率领800名战士在阿南部露面。（页面存档备份，存于）
- 印度“昆梅拉节”发生人群踩踏事件，45人丧生。（页面存档备份，存于）
- 2003年美加大停電：美加停电调查初步结果显示，人为失误引发事故。（页面存档备份，存于）

## 8月27日
- 火星大冲。

## 8月24日
- 巴西航天局卫星发射运载火箭在发射台突然爆炸，造成21人死亡。

## 8月26日
- 北朝鲜核危机：朝核问题六方会谈代表团陆续抵达北京。（页面存档备份，存于）
- B-HRX墜毀事故：香港政府飛行服務隊一架EC155 B1海豚直升機（飛機登記編號B-HRX）前往執行甲類疏散運送死傷者任務（Type A CASEVAC）時，於大嶼山伯公坳附近發生可控飛行撞地，兩名機組人員殉職。

## 8月25日
- 中国卫生部常务副部长高强向全国人大常委会报告当前重大传染性疾病防治工作情况时说，目前中国正值艾滋病发病和死亡高峰。 （页面存档备份，存于）
- 日本右翼团体9名成员再次登上钓鱼岛，中国表示强烈抗议。（页面存档备份，存于）

## 8月20日
- 伊拉克首都的联合国机构受到炸弹袭击，造成至少17人死亡，其中包括伊拉克问题特别顾问德梅格，另外有100多人受伤。美国、中国、欧盟、拉美南方共同体国家等都强烈谴责这一恐怖袭击。[]（页面存档备份，存于） （页面存档备份，存于） （页面存档备份，存于） （页面存档备份，存于）
- 中东和平路线图：耶路撒冷发生炸点袭击事件，造成至少20人死亡，100多人受伤。（页面存档备份，存于）（页面存档备份，存于）  （页面存档备份，存于）
- 美军占领伊拉克：伊拉克前副总统塔哈·亚辛·拉马丹被美军逮捕。（页面存档备份，存于） （页面存档备份，存于） （页面存档备份，存于）

## 8月19日
- 一个与阿尔盖达组织有关的组织发表一个声明为大停电事件负责，声明表示他们是根据本拉丁的指示发起的行动。（[]，（页面存档备份，存于））
- 俄塔社报道，俄罗斯海军将于18日在远东及太平洋地区开始战略演习。（页面存档备份，存于）（页面存档备份，存于）
- 美国军方承认美国部队意外杀死一名在伊的路透社记者。中央司令部发言人表示这是一个悲剧事件。

## 8月18日
- 朝鲜中央通讯社18日发表社论批评日本部分政界人士15日到靖国神社进行参拜。（页面存档备份，存于）

## 8月17日
- 2003年美加大停電：調查人相信這次大停電開始于俄亥俄州。在美國供應超過140万人的第一能源公司（FirstEnergy Corporation），星期六發表一份報告說在東湖發電廠（Eastlake Plant）第五單位在大停電前曾經有三條綫路出現故障，這個能是造成大停電的原因。（页面存档备份，存于）

## 8月16日
- 2003年美加大停電：電力供應在紐約市、多倫多已經恢復，渥太華大部分已經恢復。但是專家警告未來仍有停電的可能。[]

## 8月15日
- 侵华日军遗弃在华化学毒剂泄漏事件：芥子毒气受害者已达49人（页面存档备份，存于）。毒气受害者及家属要求日方赔偿，并得到众多华人的支持。这起侵华日军遗弃在华的化学毒剂泄漏事件终将以“8-4事件”的名称记入史册（页面存档备份，存于）（页面存档备份，存于）。

## 8月14日
- 2003年美加大停電：美國東部和加拿大安大略省當地時間8月14日下午出現大範圍停電，涉及地區包括紐約市、新澤西、渥太華、多倫多等。城市交通曾一度陷於癱瘓。紐約市宣佈進入緊急狀態。美國總統乔治·沃克·布什表示這不是恐怖襲擊。加拿大方面表示是由於電廠受到電擊造成，但具體原因還沒有查明。（页面存档备份，存于）[]（页面存档备份，存于）、ABC（页面存档备份，存于）、BBC（页面存档备份，存于）、CNN（页面存档备份，存于），據報道已經有9傢核電厰安全關閉。
- 歐洲熱浪：法國衛生官員表示估計有多達3,000人死于持續高溫天氣引起的各種疾病。法國健康系統的死亡率和致病率都在上升。巴黎已經緊急啓動Plan blanc計劃以應對情況。巴黎的氣溫已經從40 °C下降到30 °C。（页面存档备份，存于）

## 8月13日
- 北朝鲜核危机：朝鲜首次向美国提出解决核问题三条件。（页面存档备份，存于）

## 8月12日
- 辽宁省副省长刘克田被双规。（页面存档备份，存于）
- 美軍佔領伊拉克：聯合社報道根據美軍指揮官的敍述，在伊美軍將駐守伊拉克至少一年時閒（页面存档备份，存于）[]（页面存档备份，存于）（页面存档备份，存于）（页面存档备份，存于）。

## 8月11日
- 歐洲熱浪：巴黎衛生官員表示已經有50人死于持續高溫引發的各種疾病，特別是老年人。
- 利比里亞危機：利比里亞總統查理斯·泰勒褫職。

## 8月7日
- 恐怖主义：约旦驻伊大使馆发生爆炸，至少造成11死40伤。（页面存档备份，存于）
- 2004年中華民國總統大選：陈水扁仍称“一边一国”为次年大选定调。（页面存档备份，存于）
- 十五国再提案支持台湾加入联合国。（页面存档备份，存于）

## 8月6日
- 上海合作组织举行首次多国联合军事演习。（页面存档备份，存于）
- 台当局称将与日本就钓鱼岛海域开发问题再次讨论（页面存档备份，存于）

## 8月5日
- 俄罗斯总统弗拉基米尔·弗拉基米罗维奇·普京在布城与马来西亚首相马哈迪·莫哈末会面交流
- 中国今年人工繁育成活第一只大熊猫。（页面存档备份，存于）
- 位于印尼首都雅加达中区南部的五星级万豪大酒店遭炸弹袭击。
- 南京数名记者采访教育厅遭群殴（页面存档备份，存于）

## 8月4日
- 韩国现代峨山公司董事长郑梦宪4日在公司总部跳楼自杀。（页面存档备份，存于）
- 黑龙江省齐齐哈尔市发生侵华日军遗弃在华化学毒剂泄漏事件，目前已造成36人中毒住院（页面存档备份，存于）

## 8月3日
- 俄罗斯莫兹多克市军医院爆炸现场的救援工作已经结束，共发现50具尸体。（页面存档备份，存于）
- 美军占领伊拉克：美军在伊进行搜捕，共逮捕近50名萨达姆政权支持者。（页面存档备份，存于）

## 8月2日
- 联合国批准向利比里亚派遣国际和平部队以维护当地秩序。而美国的坚持在利比里亚服役的美军可以获得免受战争法起诉的豁免权则受到批评。
- 科学家表示，由于国际对碳氟化合物的禁令，臭氧层开始表现出复原的迹象。
- 皇家马德里足球队与中国龙之队进行的首场友好比赛中，皇家马德里以4:0大胜龙之队。（页面存档备份，存于）
- 俄罗斯一家医院发生爆炸，至少造成20人死亡。该医院中很多是在车臣地区与叛乱分子战斗中受伤的士兵。（页面存档备份，存于）

## 8月1日
- 北朝鲜核危机：朝鲜方面表示赞同就朝鲜半岛核问题进行六方会谈。（页面存档备份，存于）
- 据台湾媒体报道，乌克兰政府将送该国的两款飞机参加台北航空展，同时将在台北开办商务办事处。（页面存档备份，存于）
- 美军占领伊拉克：美军士兵再次受到袭击，2名美军士兵被打死，5人受伤。（页面存档备份，存于）
- 利比里亚总统查理斯·泰勒希望联合国能在星期一向利比里亚派遣一支维和部队以维护当地发生的反政府武装叛乱。泰勒表示当维和部队到达以后愿意离开利比里亚。（页面存档备份，存于）
- 俄罗斯联邦军队星期四对车臣地区的武装分子进行轰炸，有15名武装分子死亡。（页面存档备份，存于）
- 纽约一些选民代表向法院提出诉讼，称在2000年美国总统选举中他们的票数可能未被统计。（页面存档备份，存于）
- 梵蒂冈发表了题为《对给以同性恋者间法律认同的考虑》（Considerations Regarding Proposals to Give Legal Recognition to Unions Between Homosexual Persons）的声明，反对当前开始的合法化同性婚姻进程。
- 在加拿大，总理克雷蒂安和自由党领导候选人保罗·马丁表示他们将继续推动同性婚姻的进程。